# Dibamus novaeguineae
Dibamus novaeguineae Duméril & Bibron, 1839 è un sauro della famiglia Dibamidae. È la specie tipo del genere Dibamus.

## Distribuzione e habitat
L'areale della specie comprende la parte meridionale dell'arcipelago delle Filippine, le isole Molucche, Sulawesi e la Nuova Guinea.